# Поздняково (Ферзиковський район)
Поздняково (рос. Поздняково) — присілок в Ферзиковському районі Калузької області Російської Федерації.
Населення становить 60 осіб. Входить до складу муніципального утворення Октябрська сільрада.

## Історія
Від 2004 року входить до складу муніципального утворення Октябрська сільрада

## Населення
| 2002 | 2010 | 2011 |
| ---- | ---- | ---- |
| 47   | ↗48  | ↗60  |